# Сан-Дженнаро-Везувиано
Сан-Дженнаро-Везувиано (итал. San Gennaro Vesuviano) — город в Италии, располагается в регионе Кампания, в провинции Неаполь.
Население составляет 10 100 человек (на 2001 г.), плотность населения составляет 1683 чел./км². Занимает площадь 6,97 км². Почтовый индекс — 80040. Телефонный код — 081.
Покровителем города считается святой Януарий, день его памяти ежегодно отмечается 19 сентября.